# Saturnia minor
Saturnia minor är en fjärilsart som beskrevs av Ferdinand Ochsenheimer 1816. Saturnia minor ingår i släktet Saturnia och familjen påfågelsspinnare. Inga underarter finns listade.